# Fårarps mosse naturreservat
Fårarps mosse naturreservat är ett naturreservat i Ystads kommun i Skåne län.
Området är naturskyddat sedan 2023 och är 12 hektar stort. Reservatet ligger norr om Ystad och består av en mossen och områden med rikkärr som tidigare varit slåtteräng 